# Kill Rock Stars
Kill Rock Stars este o casă de discuri americană fondată în anul 1991.